# Interlude in Prague
Interlude in Prague è un film del 2017 diretto da John Stephenson.
Il soggetto, ad opera di Brian Ashby, riguarda un episodio di fantasia della vita di Wolfgang Amadeus Mozart che lo ha portato a scrivere l'opera Don Giovanni.
Nel cast Aneurin Barnard, James Purefoy, Samantha Barks, Morfydd Clark, Adrian Edmondson e Anna Rust.
È stato sceneggiato dal regista John Stephenson con Brian Ashby e Helen Clare Cromarty.

## Trama
La presenza di Wolfgang Amadeus Mozart a Praga è legata ad una serie di eventi drammatici e tragici che diventano una rete aggrovigliata e violenta. Sopraffatto dall'intrigo che lo circonda, il compositore crea il Don Giovanni.

## Riconoscimenti
- Golden Angel Award
  - Miglior film di coproduzione internazionale al Chinese American Film Festival.